# Malinówka (rejon miorski)
Malinówka (biał. Малінаўка; ros. Малиновка) – wieś na Białorusi, w obwodzie witebskim, w rejonie miorskim, w sielsowiecie Zaucie.

## Historia
W czasach zaborów w gminie Jazno, w powiecie dzisieńskim, w guberni wileńskiej Imperium Rosyjskiego.
W latach 1921–1945 wieś leżała w Polsce, w województwie wileńskim, w powiecie dziśnieńskim, w gminie Jazno.
Według Powszechnego Spisu Ludności z 1921 roku zamieszkiwało tu 67 osób, 5 było wyznania rzymskokatolickiego a 62 prawosławnego. Jednocześnie 35 mieszkańców  zadeklarowało polską a 32 białoruską przynależność narodową. Było tu 13 budynków mieszkalnych. W 1931 w 12 domach zamieszkiwało 69 osób.
Wierni należeli do parafii rzymskokatolickiej i prawosławnej w Dziśnie. Miejscowość podlegała pod Sąd Grodzki w Dziśnie i Okręgowy w Wilnie; właściwy urząd pocztowy mieścił się w Jaźnie.
W wyniku napaści ZSRR na Polskę we wrześniu 1939 miejscowość znalazła się pod okupacją sowiecką. 2 listopada została włączona do Białoruskiej SRR. Od czerwca 1941 roku pod okupacją niemiecką. W 1944 miejscowość została ponownie zajęta przez wojska sowieckie i włączona do obwodu witebskiego Białoruskiej SRR.
W latach 1954 – 1960 centrum sielsowietu Malinówka.
Od 1991 w składzie niepodległej Białorusi.